# KDBC-TV
KDBC-TV es una estación de televisión afiliada a CBS en El Paso, Texas. La estación es propiedad de Titan TV Broadcast Group. Se emite su señal digital en el canal 18. Su nuevo subcanal digital lleva MyNetwork TV.
La estación se encuentra en la Avenida de Wyoming de e. 2201 en El Paso (código postal 79903). Su transmisor se ubica también en El Paso.

## Historia
La estación salió al aire el 14 de diciembre de 1952 como KROD-TV, fue la primera estación de televisión en El Paso. La estación fue propiedad de Dorrance Roderick, junto con KROD-AM y El Paso Times. Programas de la estación incluyen programas para niños como Red Brown and Anna Lee y Bozo's Big Top, además de un programa especializado en Wrestling: Mitchell's Mat Time. La estación fue afiliada con tres redes (CBS, ABC y DuMont) hasta 1955 (Cuando ABC se trasladó a KVIA-TV y DuMont cesó operaciones). Durante finales de la década de 1950, la estación también brevemente estuvo afiliada con NTA Film Network. During the late 1950s, the station was also briefly affiliated with the NTA Film Network.
La estación cambió su sigla a la actual KDBC-TV en 1973 para reflejar el cambio en la propiedad de la estación, Doubleday Broadcasting Company. 
El primer sitio de transmisor fue al sur de Comanche Peak en El Paso. Una carretera fue construida en el sitio, y se construyó una torre de 288 pies (88 m). Un edificio fue ensamblado del sitio de las rocas nativas astillosas. La estación salió con un transmisor temporal (pequeño RCA) y finalmente añadió un transmisor de 10 kW llamada: RCA TT-10AL y desarrollado una potencia irradiada eficaz de 61 kilovatios a 1.150 pies (350 m). El sitio ahora es usado como una copia de seguridad, y muchas emisoras transmiten de este edificio.
En 1984, la estación trasladó más arriba de la colina a Comanche Peak. Se construyó una torre de 440 pies (130 metros) y un nuevo transmisor instalado (uno de los últimos de la RCA TT-25GLs). La estación aumentó a 100 kW y una altura de 1,540 metros (470). BTSC Stereo también comenzó con este nuevo sitio.
A mediados de los años 80, la estación fue propiedad de United Broadcasting, quien en el momento también poseía KARK-TV en Little Rock, Arkansas y WTOK-TV en Meridian, Misisipi. Basado en Columbus, Mississippi IME Broadcasting, propietarios de estaciones como WCBI-TV y WMUR-TV, compró KDBC en 1988 después de United Broadcasting fue tomada por la inversión firmada a Merrill Lynch. IME Broadcasting sale del negocio de la televisión en la década de 1990 y pone todas sus estaciones de venta. En 1999 Pappas Telecasting Companies adquirió la estación, con la intención de que la estación llevara la nueva red de Azteca America en un subcanal digital, una red de TV en español copropiedad al tiempo de TV Azteca y Pappas Telecasting. Planes para la afiliación fueron cancelados tras protesta de espectadores y empleados de la estación y la estación renovó su afiliación con CBS. Azteca América y Pappas terminó su relación de afiliación a mediados de 2007. Desde principios de diciembre de 2010, Azteca América ha estado disponible en KVIA-DT4.
En mayo de 2004, KDBC lanzó un nuevo diseño, logotipo y gráficos. El 5 de septiembre de 2006, un nuevo subcanal de KDBC comenzó sus operaciones, que incluye la programación de MyNetwork TV.
El 16 de enero de 2009, se anunció que varias estaciones de Pappas, incluyendo KDBC, podrían venderse a New World TV Group (ahora Titan TV Broadcast Group), después de la aprobación de la venta fuera recibido por la corte de bancarrota de Estados Unidos.
El 19 de octubre de 2009 ComCorp, la compañía matriz de KTSM-TV, anunció que esa estación proporcionará ventas y otros servicios para KDBC bajo un nuevo acuerdo. ComCorp proporcionará servicios de publicidad, ventas, administrativos y algunos programas de noticias para KDBC, mientras que Titan seguirá administrando KDBC y ambas estaciones conservará noticieros separados por ahora.
El 15 de diciembre de 2009, KDBC comenzó a emitir sus noticieros en alta definición, convirtiéndose en la estación de TV tercera en El Paso a/en hacerlo.
En enero de 2010, Comcorp anunció que podría cerrar el departamento de noticias de su hermana estación, KVEO-TV en Brownsville, Texas, que algunos reporteros. El noticiero de producción local que proceden de KDBC, con personal de KDBC (incluyendo Nichole Ayoub como presentadora y Robert Bettes como meteorólogo), los reporteros restantes en Brownsville, hicieron una presentación de informes. El noticiero nuevo, que debutó en KVEO el 18 de enero de 2010, podrá ser grabado de antemano.

## Televisión digital terrestre
Canal digital de la estación es de UHF (Canal 18), multiplexado:
| Subcanal | Programación                   |
| -------- | ------------------------------ |
| 4.1      | Programación de KDBC-DT/CBS HD |
| 4.2      | My Network TV/This TV          |

El 2 de junio de 2009, KDBC anunció que ha terminado su señal analógica debido a dificultades técnicas ten days before the scheduled analog television shutdown and digital conversion on June 12, convirtiéndose así en la primera estación de televisión en el área del Paso para transmitir únicamente en formato digital. KDBC-TV permanece en su número de canal de período de transición 18. Sin embargo, mediante el uso de PSIP, receptores de TV Digital Terrestre mostrará su canal virtual como Canal 4.

## Personalidades
Entre los organismos de radiodifusión más famosos de la estación fue meteorólogo Howell Eurich, que también trabajó en la versión Paseña de Bozo The Clown durante la década de 1960 y 1970. Eurich se suicidó en 1982 después de un divorcio de su esposa y su compañero, el presentador del clima KDBC Gail Gordon.

### Presentadores
- Adrienne Álvarez - KDBC 4 at 5:30pm & 10pm De Lunes a Viernes

### KDBC 4 Weather
- Robert Bettes - Jefe de meteorología de los fines de semana de KDBC 4 News at 5:30 & 10

## Noticieros/Presentaciones de la estación

### Títulos de noticieros
- KROD-TV News (Las Noticias de KROD-TV) (1952–1961)
- The News with Tom Hanson (Las Noticias con Tom Hanson) (1961–1967)
- Newsnight (1967–1970)
- Channel 4 News Report (Reporte noticiario del Canal 4) (1970–1974)
- Big 4 News (Noticias Grandes del 4) (1974–1985)
- Channel 4 News (Noticias del Canal 4) (1985–1988, 2001)
- News 4 El Paso (1988–1993)
- News 4 (1993–1997)
- CBS 4 Action News (1997–2001)
- CBS 4 News (2001–2004)
- KDBC 4 News (2004–2010)
- Local 4 News (2010–Present)

### Station eslóganes
- This is the Big 4 (Éste es el Gran 4) (1974–1982)
- Great Moments on Channel 4 (Grandes Momentos en el Canal 4) (1982; versión local de la campaña de CBS)
- We're El Paso's Very Own Channel 4 (El Canal 4 Es Nuestro en El Paso)(1982–1987)
- It's Happening on Channel 4 (1987–1992)
- The Look of El Paso Is Channel 4 (La Mirada de El Paso es el Canal 4) (1991–1992, versión local de la campaña de CBS)
- 4 Means News (4 Es El Significado De Las Noticias) (1992–1995)
- Your Eye on El Paso (Tu Ojo en El Paso) (1995–2002)
- People You Can Count On (Gente Que Te Cuenta A Ti) (2002–2004)
- We're YOUR Station (Somos Tu Estación de Televisión!)(2004–present)

### KDBC Music
- CBS Affiliate News Packages By Unknown Composer (1989–1997)
- Wall To Wall News By Stephen Arnold Music (1997–1999)
- KDBC 1999 News Theme By Unknown Composer (1999–2001)
- KDBC 2001 News Theme By Unknown Composer (2001)
- News Matrix By Stephen Arnold Music (2001–2004, 2010-Pres.)
- Pinnacle By Stephen Arnold Music (2004–2008)
- Connection By 360 Music (2008–2010)

## Misceláneos
- El 7 de diciembre de 2005, El novio de Nichole Ayoub (Presntadora de noticias de 4 KDBC) de varios años, Travis Hughes, propuso matrimonio vivo en el aire durante el noticiero de las seis de la tarde. Después de decir "sí", la presentadora abrazó a su nueva novia. El evento atrajo la atención de Good Morning America de ABC, Inside Edition, y varias estaciones de televisión locales alrededor del país.

- Weatherman Howell Eurich también fue conocido por sus bromas Wink, Texas, y chistes sobre fue pequeña de la ciudad. Finalmente salió con un libro de esos chistes que fue vendido localmente. Eurich actuó en producciones teatrales locales, así como acogió la muestra de cine y Bozo the Clown en la estación (1968–1972). Muchas fotos de Eurich adornan las paredes del restaurante "jaxons" en El Paso. Eurich más tarde fue abatido Tras divorciarse de su esposa y se suicidó en 1982.

- Howell Eurich y Gail Gordon presentaron "Puffy" el perro del clima, que se convirtió en una característica de la previsión meteorológica.